# 六十六号泡
六十六号泡位于黑龙江省大庆市红岗区杏树岗镇兴隆村西北2千米，是一个内陆封闭型淡水泡沼。1988年以前湖泡的集水面积为21平方千米，最大深度1.16米，最大蓄水量900万立方米。由于多年干旱少雨，水面面积只有7.99平方千米，正常蓄水位135米，蓄水量850万立方米。水源主要来自红岗区生活污水、工业废水及周边坡水径流，水质较差，为V类水体。泡内盛产芦苇，湖滨四周为大片草原。目前六十六号泡内及周边有多口油井在开采石油，连接各个油井的小路将湖泡分割成数个小泡。